# FCA GME
Der GME T4 (kurz für Global Medium Engine) ist ein Reihenvierzylinder-Ottomotor des Fiat Chrysler-Konzerns (FCA), der federführend von Alfa Romeo entwickelt wurde. Er wird seit 2016 produziert, hat zwei Liter Hubraum und ist in mehreren Leistungsstufen verfügbar. 2018 wurde er von Chrysler für die US-amerikanischen Fahrzeugmodelle modifiziert.

## Entwicklung
Um Alfa Romeo zu stärken, wurden etwa fünf Milliarden Euro unter anderem in eine neue Hinterradantriebsplattform, genannt Giorgio, investiert. Diese Investitionen flossen auch in die Entwicklung neuer Motoren. Verantwortlich für die Ottomotoren war der ehemalige Ferrari-Ingenieur Gianluca Pivetti. Unter seiner Leitung entwickelte Alfa Romeo den 2,9-Liter-V6-Motor „690T“ und den turbogeladenen Zweiliter-Vierzylindermotor GME T4.
Diese Motorenfamilie besteht aus zwei Varianten. Eine entwickelt von FCA für Modelle von Alfa Romeo (Codename Giorgio) und die zweite entwickelt von FCA US für die US-amerikanischen Marken Chrysler, Dodge und Jeep (Codename Hurricane). Beide Varianten wurden bis 2022 im FCA-Werk in Termoli produziert. Seit 2022 wird die US-Variante Hurricane in Kokomo, Indiana produziert. Von 2018 bis 2022 wurde der GME T4 auch von GAC-FCA in Changsha für den chinesischen Markt produziert.
Das erste Fahrzeug mit dem GME T4 war der Alfa Romeo Giulia mit 206 kW (280 PS) für den europäischen Markt und 202 kW (276 PS) für den US-Markt. Danach erschien auch die Leistungsstufe mit 147 kW (200 PS) und für den italienischen Markt eine zusätzliche Leistungsstufe mit 184 kW (250 PS).
Die US-Variante mit dem Codenamen Hurricane wurde 2018 mit einem Elektromotor kombiniert und in der Mild-Hybrid-Version des Jeep Wrangler (JL) erstmals eingesetzt. Das Hybridsystem wird als eTorque vermarktet.

## Technik
Zuerst erschien ein 2,0 Liter Vierzylinder-Reihenmotor mit Twin-Scroll-Turbolader und elektronisch gesteuertem, abgasseitigem Überdruckventil (Wastegate). Der Closed-Deck-Motorblock (die amerikanische Variante ist als Open Deck ausgeführt), Zylinderkopf und Kolben werden aus Aluminium im Gießverfahren hergestellt. Die Kolben laufen in Laufbuchsen aus Grauguss. Im GME werden Hohlwellen verwendet um Gewicht zu sparen und die Haltbarkeit zu verbessern.
Die Einlassventile steuert eine mit einer Kette angetriebene Nockenwelle über das elektrohydraulische MultiAir2-System, das die Öffnungszeiten der Ventile regeln kann. Die von der gleichen Nockenwelle betätigten Auslassventile haben feste Steuerzeiten. Die in Leichtbauweise gefertigte Kurbelwelle sitzt versetzt zu den Zylinderbohrungen. Dieser Versatz reduziert die seitliche Belastung an den Zylinderwänden, indem die Pleuelstange während des Arbeitstaktes stärker in die Vertikale gerichtet wird.

### Kühlung und Schmierung
Die Ölpumpe des Motors hat einen in zwei Stufen variablen Hubraum, um abhängig von Temperatur, Drehzahl und Lastzustand des Motors die Fördermenge des Öls anpassen zu können. Die maximale Menge wird nur bei hoher Belastung gefördert. Damit soll Kraftstoff gespart werden und der Ausstoß von Kohlenstoffdioxid verringert werden. Außerdem versorgt sie auch die Kühldüsen in jeder Zylinderbohrung, um die Kolbentemperatur zu senken, womit die Klopfgefahr reduziert werden soll.
Für die Kühlung werden zwei separate Kühlkreisläufe genutzt. Der primäre Kühlkreislauf kühlt Motor, Öl und Abgaskrümmer über eine mechanisch angetriebene, variable Wasserpumpe. Hingegen werden Ladeluftkühler, Drosselklappengehäuse und Turbolader mit einem separaten Kühlkreislauf und einer elektrischen Zusatzwasserpumpe gekühlt. Auch das Abgasrückführungssystem (AGR) ist wassergekühlt.

### Evolution
2020 erweiterte Maserati die Motorenpalette für den Ghibli und entwickelte dafür den GME T4 weiter. Der Motor ist mit einem Mild-Hybrid-System und 48-Volt-Bordnetz ausgestattet. Auch wurde ein größerer Turbolader verwendet und zusätzlich noch ein elektrischer Zusatzverdichter eingebaut. Um das größere Turboloch wegen des größeren Turboladers zu kompensieren, unterstützt der Verdichter den Motor bis 3500 Umdrehungen. Damit erreicht der GME T4 mit 243 kW (330 PS) seine höchste Leistungsstufe. Um der erhöhten Leistung standzuhalten, wurden Motorblock und Zylinderkopf verstärkt.
Der gleiche Motor wird auch seit 2022 im Maserati Grecale eingesetzt. Für den Grecale ist er auch mit 221 kW (300 PS) verfügbar.

## Verwendung
Der GME T4 kommt in folgenden Fahrzeugen zum Einsatz:
- 2016 – Alfa Romeo Giulia
- 2017 – Alfa Romeo Stelvio
- 2018 – Jeep Wrangler (JL)
- 2018–2023 – Jeep Cherokee (KL)
- 2018 – Jeep Grand Commander
- 2021 – Maserati Ghibli Hybrid
- 2021 – Maserati Levante Hybrid
- 2022 – Jeep Grand Cherokee (WL)
- 2022 – Maserati Grecale Hybrid
- 2023 – Alfa Romeo Tonale
- 2023 – Dodge Hornet
- 2023 – Jeep Compass